# Halifax megye (Észak-Karolina)
Halifax megye az Amerikai Egyesült Államokban, azon belül Észak-Karolina államban található. Megyeszékhelye Halifax, legnagyobb városa Roanoke Rapids. Lakosainak száma 48 622 fő (2020. április 1.). Halifax megye Northampton, Edgecombe, Bertie, Martin, Nash, Franklin és Warren megyékkel határos.

## Népesség
A megye népességének változása:
| Lakosok száma | 54 515 | 54 294 | 53 962 | 53 453 | 52 456 | 48 622 |
|               | 2010   | 2011   | 2012   | 2013   | 2015   | 2020   |